# Margaret River (vattendrag i Australien, Western Australia, lat -18,17, long 125,62)
Margaret River är ett vattendrag i Australien. Det ligger i delstaten Western Australia, omkring 1 800 kilometer nordost om delstatshuvudstaden Perth.
Trakten runt Margaret River består i huvudsak av gräsmarker. Trakten runt Margaret River är nära nog obefolkad, med mindre än två invånare per kvadratkilometer. Genomsnittlig årsnederbörd är 806 millimeter. Den regnigaste månaden är januari, med i genomsnitt 268 mm nederbörd, och den torraste är augusti, med 1 mm nederbörd.